# Elecciones municipales de Huaraz de 1989
Las elecciones municipales de Huaraz de 1989 se llevaron a cabo el 12 de noviembre de 1989 para elegir al alcalde y al Concejo Provincial de Huaraz para el periodo 1990-1992. La elección se celebró simultáneamente con elecciones municipales en todo el país.

## Sistema electoral
La Municipalidad Provincial de Huaraz es el órgano administrativo y de gobierno de la provincia de Huaraz. Está compuesta por el alcalde y el Concejo Provincial.
La votación del alcalde y el concejo se realiza en base al sufragio universal, que comprende a todos los ciudadanos nacionales mayores de dieciocho años, empadronados y residentes en la provincia de Huaraz y en pleno goce de sus derechos políticos, así como a los ciudadanos no nacionales residentes y empadronados en la provincia de Huaraz.
El Concejo Provincial de Huaraz está compuesto por 19 regidores elegidos por sufragio directo para un período de tres (3) años, en forma conjunta con la elección del alcalde (quien lo preside). La votación es por lista cerrada y bloqueada. Se asigna a la lista ganadora los escaños según el método d'Hondt o la mitad más uno, lo que más le favorezca.

## Composición del Concejo Provincial de Huaraz
La siguiente tabla muestra la composición del Concejo Provincial de Huaraz antes de las elecciones.
| Partidos | Partidos                  | Regidores |
| -------- | ------------------------- | --------- |
|          | Partido Aprista Peruano   | 12        |
|          | Izquierda Unida           | 6         |
|          | Partido Popular Cristiano | 1         |

## Partidos y candidatos
A continuación se muestra una lista de los principales partidos y alianzas electorales que participaron en las elecciones:
| Candidatura | Candidatura | Partidos y alianzas | Candidatos | Candidatos                 | Ideología                                                        | Resultado previo | Resultado previo | Ref. |
| Candidatura | Candidatura | Partidos y alianzas | Candidatos | Candidatos                 | Ideología                                                        | Votos (%)        | Reg.             | Ref. |
| ----------- | ----------- | --- | ---------- | -------------------------- | ---------------------------------------------------------------- | ---------------- | ---------------- | ---- |
|             | APRA        | Lista - Partido Aprista Peruano (APRA) |            | Sin información disponible | Aprismo                                                          | 61.04%           | 12               |      |
|             | IU          | Lista - Izquierda Unida (IU) – Unión de Izquierda Revolucionaria (UNIR) – Partido Unificado Mariateguista (PUM) – Partido Comunista Peruano (PCP) – Frente Obrero Campesino Estudiantil y Popular (FOCEP) |            | Sin información disponible | Marxismo-leninismo Mariateguismo Socialismo democrático          | 29.79%           | 6                |      |
|             | ASI         | Lista - Acuerdo Socialista de Izquierda (ASI) – Partido Socialista Revolucionario (PSR) – Partido Comunista Revolucionario (PCR) – Movimiento Socialista Peruano (MSP)                                    |            | Sin información disponible | Mariateguismo Socialismo democrático                             | 29.79%           | 6                |      |
|             | FREDEMO     | Lista - Frente Democrático (FREDEMO) – Acción Popular (AP) – Movimiento Libertad (Libertad) – Partido Popular Cristiano (PPC)                                                                             |            | Pablo Romero Henostroza    | Liberalismo económico Humanismo cristiano Conservadurismo social | 6.18%            | 1                |      |
|             | FNTC        | Lista - Frente Nacional de Trabajadores y Campesinos (FNTC) |            | Sin información disponible | Nacionalismo de izquierda Tahuantinsuyismo                       | Nuevo            | Nuevo            |      |
|             | IND         | Lista - Lista Independiente RIA |            | Sin información disponible | Localismo huaracino                                              | Nuevo            | Nuevo            |      |

## Resultados

### Sumario general
| |                                                     |              |              |              |           |           |
| Partidos y coaliciones                                                                                      | Partidos y coaliciones                              | Voto popular | Voto popular | Voto popular | Regidores | Regidores |
| Partidos y coaliciones                                                                                      | Partidos y coaliciones                              | Votos        | %            | ±pp          | Total     | +/−       |
| | Frente Democrático (FREDEMO)1                       | 7,099        | 34.51        | +28.33       | 11        | +10       |
| | Izquierda Unida (IU)                                | 4,725        | 22.97        | –6.82        | 3         | –3        |
| | Acuerdo Socialista de Izquierda (ASI)               | 4,447        | 21.62        | Nuevo        | 3         | +3        |
| | Partido Aprista Peruano (APRA)                      | 3,074        | 14.94        | –46.10       | 2         | –10       |
| | Lista Independiente RIA                             | 665          | 3.23         | n/a          | 0         | ±0        |
| | Frente Nacional de Trabajadores y Campesinos (FNTC) | 560          | 2.72         | Nuevo        | 0         | ±0        |
| |                                                     |              |              |              |           |           |
| Total | Total                                               | 20,570       |              |              | 19        | ±0        |
| |                                                     |              |              |              |           |           |
| Votos válidos                                                                                               | Votos válidos                                       | 20,570       | 58.52        | –41.48       |           |           |
| Votos en blanco                                                                                             | Votos en blanco                                     | 4,089        | 11.63        | +11.63       |           |           |
| Votos nulos                                                                                                 | Votos nulos                                         | 10,494       | 29.85        | +29.85       |           |           |
| Votos emitidos                                                                                              | Votos emitidos                                      | 35,153       | 63.76        | +3.25        |           |           |
| Abstenciones                                                                                                | Abstenciones                                        | 19,979       | 36.24        | –3.25        |           |           |
| Votantes registrados                                                                                        | Votantes registrados                                | 55,132       |              |              |           |           |
| |                                                     |              |              |              |           |           |
| Fuente: |                                                     |              |              |              |           |           |
| Notas al pie: 1 Comparado con los resultados del Partido Popular Cristiano (PPC) en las elecciones de 1986. |                                                     |              |              |              |           |           |
| Notas al pie:                                                                                               |                                                     |              |              |              |           |           |
| 1 Comparado con los resultados del Partido Popular Cristiano (PPC) en las elecciones de 1986.               |                                                     |              |              |              |           |           |

## Elecciones municipales distritales

### Resultados por distrito
La siguiente tabla enumera el control de los distritos de la provincia de Huaraz. El cambio de mando de una organización política se resalta del color de ese partido.
| Distrito    | Alcalde(sa) titular      | Partido político | Partido político          | Alcalde(sa) electo(a)                          | Partido político                               | Partido político                               |
| ----------- | ------------------------ | ---------------- | ------------------------- | ---------------------------------------------- | ---------------------------------------------- | ---------------------------------------------- |
| Cochabamba  | Homorbano León López     |                  | Partido Aprista Peruano   | Elecciones municipales complementarias de 1991 | Elecciones municipales complementarias de 1991 | Elecciones municipales complementarias de 1991 |
| Colcabamba  | Tito Reynalte Cermeño    |                  | Partido Popular Cristiano | Manuel Gonzales Alegre                         |                                                | Partido Aprista Peruano                        |
| Huanchay    | William Julca García     |                  | Partido Aprista Peruano   | Elecciones municipales complementarias de 1991 | Elecciones municipales complementarias de 1991 | Elecciones municipales complementarias de 1991 |
| Jangas      | Víctor Uribe Uribe       |                  | Partido Aprista Peruano   | Francisco Glandel Ramírez                      |                                                | Izquierda Unida                                |
| La Libertad | Avencio Castillo Poma    |                  | Partido Aprista Peruano   | Elecciones municipales complementarias de 1991 | Elecciones municipales complementarias de 1991 | Elecciones municipales complementarias de 1991 |
| Olleros     | Manuel Maguiña Trejo     |                  | Partido Aprista Peruano   | Wenceslao Sigueñas Reyes                       |                                                | Izquierda Unida                                |
| Pampas      | Domingo Colonia Villaque |                  | Partido Aprista Peruano   | Elecciones municipales complementarias de 1991 | Elecciones municipales complementarias de 1991 | Elecciones municipales complementarias de 1991 |
| Pariacoto   | Víctor Salazar Romero    |                  | Partido Aprista Peruano   | Alberto Palacios Quijano                       |                                                | Izquierda Unida                                |
| Pira        | Juan López Vargas        |                  | Partido Aprista Peruano   | Elecciones municipales complementarias de 1991 | Elecciones municipales complementarias de 1991 | Elecciones municipales complementarias de 1991 |
| Tarica      | Genaro Beas Collas       |                  | Partido Aprista Peruano   | Elecciones municipales complementarias de 1991 | Elecciones municipales complementarias de 1991 | Elecciones municipales complementarias de 1991 |